# Christophe Agnolutto
Christophe Agnolutto est un ancien coureur cycliste français, né le 6 décembre 1969 à Soisy-sous-Montmorency dans le Val-d'Oise.
Professionnel de 1996 à 2006, il compte six victoires, dont le classement général du Tour de Suisse en 1997 et une étape du Tour de France 2000.

## Biographie
Agnolutto se consacre au vélo lorsqu'il rencontre sa femme, Mélanie, à l'âge de 23 ans. Il court chez les amateurs successivement pour le CSM Puteaux, l'US Créteil et l'ASPTT Paris. En 1995, il travaille comme dessinateur dans la publicité, quand, en tant qu'amateur, il remporte à 25 ans Bordeaux-Saintes, ainsi que le Grand Prix du Nord-Pas-de-Calais et termine troisième du championnat de France sur route amateurs. Il devient professionnel l'année suivante pour l'équipe Petit Casino, parrainée par une chaîne de supermarchés. Il reste fidèle à l'équipe (renommée AG2R Prévoyance en 2000) et à son manager Vincent Lavenu à travers les changements de sponsors jusqu'en 2004. Il explique : « Je n'avais pas exactement beaucoup d'autres offres. ». 
En avril 1997, Agnolutto se fracture la clavicule sur le Tour des Flandres. Alors inconnu, il remporte en 1997 la semi-classique À travers le Morbihan. En juin, il se fait connaitre lors du Tour de Suisse. Non prévu sur la course, il remplace le champion olympique suisse Pascal Richard finalement forfait. Lors de la troisième étape entre Bâle et La Chaux-de-Fonds, il est à l'origine d'une échappée de quatre coureurs. Il attaque une nouvelle fois à 27 kilomètres de l'arrivée et s'impose en solitaire avec 2 minutes et 34 secondes d'avance sur ses compagnons d'échappée. Il compte surtout plus de 11 minutes d'avance sur les favoris présents dans le peloton. Lors des sept étapes suivantes, il parvient à s'accrocher et à limiter ses pertes de temps pour remporter le classement général de la course à la surprise générale. En 1998, il remporte la 5e étape du Tour de Romandie.
En 2001, il explique :

« Gagner m'a bien servi financièrement mais aussi en termes de notoriété à l'intérieur et à l'extérieur du peloton. En revanche, je me suis reposé sur mes lauriers pendant les deux années suivantes. Surtout après le Tour de 1998, qui a tué mon enthousiasme pour faire du vélo. En 1999, la naissance de ma fille occupait toutes mes pensées pendant quelques mois, mais je me suis mis hors-jeu. Je ne voulais pas faire un Tour de France qui ne me faisait plus rêver. Cette année-là, j'ai vécu le Tour via mon écran de télévision et j'ai réalisé qu'il me manquait quelque chose d'important. Je me suis promis de rouler autant que possible. Et pour être compétitif. C'est ainsi qu'est née ma victoire d'étape. »

Cette victoire a lieu lors la septième étape du Tour de France 2000, à l'issue d'une échappée en solitaire. Il s'agit de la première victoire d'un Français sur le Tour depuis deux ans et le succès de Jacky Durand en 1998. Le matin de l'étape, Agnolutto prévient ses coéquipiers de ce qu'il comptait faire et a attaqué trois fois au départ de l'étape. À la troisième tentative, il parvient à s'isoler seul. Il obtient jusqu'à 8 minutes d'avance. Après le troisième sprint intermédiaire, Michael Sandstød part en poursuite. Plusieurs tentatives de contre ont lieu dans le peloton dans les quinze derniers kilomètres, ce qui entraîne la reprise de Sandstød et réduit l'avance avec la tête. Il conserve finalement plus d'une minute d'avance à Limoges.
En 2005, il part chez l'équipe Agritubel. Il raconte :

« J'avais besoin d'un changement d'air. Je dois beaucoup à Vincent, qui m'a fait passer professionnel et qui m'a gardé sous contrats pendant neuf ans, mais le courant ne passe plus avec certains membres de l'équipe. Et finalement, Vincent n'a pas pu dire s'il me garderait pour 2005, donc j'avais besoin de bouger. J'étais en contact avec Agritubel lors du Tour du Poitou-Charentes en août et ça m'a tout de suite intéressé. »

En 2005, il obtient sa dernière victoire lors de la 1re étape du Tour du Poitou-Charentes et de la Vienne. Il prend sa retraite de coureur à l'issue de la saison 2006.

## L'après carrière
Après sa carrière, Agnulotto, qui vit à Pau, devient entraîneur dans une école de cyclisme, l'UV Pau Béarn. Il étudie pour passer un Brevet d'État pour ouvrir une école de sport et de commerce et organise des stages d'entraînement pour les cyclistes. Après avoir envisagé d'ouvrir un magasin de vélos à Salies-de-Béarn, il abandonne l'idée. Il organise pendant quelques années une randonnée à vélo portant son nom. Il devient en 2011 commercial pour Onda Bike, une marque portugaise vendant des vêtements cyclistes.

## Style de coureur
Christophe Agnolutto se décrit comme un « cycliste moyen  » et précise : « Je suis ni rouleur, ni sprinteur, ni grimpeur, mais je me débrouille partout ». Son coéquipier Pascal Richard, le qualifie « d'attaquant né » et de « coureur qui n'a peur de rien ». Il est surtout connu pour ses longues échappées de baroudeur.

## Palmarès

### Palmarès amateur
- 1991
  - 1re étape du Prix du Canton d’Ecueille
  - 2e du Prix du Canton d’Ecueille
- 1993
  - 2e étape du Tour de Bigorre
  - 2e du Grand Prix Michel-Lair
- 1994
  - 2e étape du Tour du Loir-et-Cher
  - 2e du Tour du Pays Roannais
  - 3e du championnat d'Île-de-France sur route
- 1995
  - Bordeaux-Saintes
  - Paris-Auxerre
  - Ronde mayennaise
  - Grand Prix du Nord-Pas-de-Calais
  - 4e étape des Cinq jours des As-en-Provence
  - 2e de Manche-Atlantique
  - 2e des Boucles de l'Austreberthe
  - 2e de Paris-Épernay
  - 3e du championnat de France sur route amateurs
  - 3e du Tour de l'Ain

### Palmarès professionnel
- 1997
  - À travers le Morbihan
  - Tour de Suisse :
    - Classement général
    - 3e étape
- 1998
  - 5e étape du Tour de Romandie
  - 3e de la Polymultipliée
- 2000
  - 7e étape du Tour de France
- 2004
  - 3e du Tour de la Région wallonne
- 2005
  - 1re étape du Tour du Poitou-Charentes et de la Vienne

### Résultats sur les grands tours

#### Tour de France
5 participations
- 1997 : 94e
- 1998 : 31e
- 2000 : 66e, vainqueur de la 7e étape
- 2001 : 120e
- 2002 : 144e

#### Tour d'Espagne
2 participations
- 1996 : 90e
- 1998 : 101e